# 인트루더스 (영화)
인트루더스(Intruders)는 스페인에서 제작된 후안 카를로스 프레스나딜로 감독의 2011년 공포, 스릴러 영화이다. 클라이브 오웬 등이 주연으로 출연하였고 벨렌 아티엔자 등이 제작에 참여하였다.

## 출연

### 주연
- 클라이브 오웬
- 다니엘 브륄
- 캐리스 밴 허슨

### 조연
- 케리 폭스
- 필라르 로페스 데 아얄라
- 엘라 퍼넬
- 애덤 리즈
- 로리타 차크라바티
- 마크 윈겟
- 헥터 엘터리오
- 나탈리아 로드리게스

## 제작진
- 라인프로듀서: 마리아 카벨로
- 특수효과: 데이비드 헤라스
- 의상: 타티아나 헤르난데즈